# محطة أندرسون ميسا
محطة أندرسون ميسا هي مرصد فلكي أنشئت في عام 1959 كموقع لمراقبة السماء الداكنة لمرصد لويل. تقع المحطة في أندرسون ميسا في مقاطعة كوكونينو أريزونا (الولايات المتحدة الأمريكية)، على بعد حوالي 12 ميلا إلى الجنوب الشرقي من حرم لويل الجامعي الرئيسي على تلة المريخ (مارس هيل) في مدينة فلاغستاف .

## التلسكوبات الحالية
- تلسكوب بيركنز 1.83 متر (72 بوصة) تلسكوب مشترك لجامعة بوسطن وجامعة ولاية جورجيا.[2] بنى في عام 1931 بواسطة شركة وارنر وسويسي .كان يقع أصلا في مرصد بيركنز في جامعة أوهايو وسلين في مدينة ديلاوير، أوهايو [3][4]

تم نقل إلى أندرسون ميسا في عام 1961، وتم شراؤها من قبل لويل في عام 1998. وشكل لويل وجامعة بوسطن شراكة لتشغيل التلسكوب في ذلك العام، وانضمت جامعة ولاية جورجيا في وقت لاحق.
- تلسكوب جون هال 1.07 م (42 بوصة) بنى من قبل أسترو ميكانيكس وركب في أندرسون ميسا في عام 1970[6] وسمي نسبة لمدير المرصد السابق لويل جون إس. هال في عام 1990.[7]
- مقراب البحوث الجامعية الوطنية (نورو) 0.79 متر (31 بوصة) بنى من قبل أسترو ميكانيكس وتم تركيبه في عام 1964 في أندرسون ميسا من قبل الماسح الجيولوجي الأمريكي لبرنامج أبولو.[8] ثم اشتراة لويل في عام 1972، وتم تجديده في عام 1990.[7][9]
- مقياس تداخل البحرية البصري الدقيق (NPOI)

## تليسكوبات سابقة
- مرصد لويل للبحث عن الأجرام القريبة من الأرض 0.6 م (24 بوصة).
- المرسام الفلكي (أبوت ل. لويل) 0.33 م (13 بوصة) . المعروف أيضا باسم تلسكوب اكتشاف بلوتو وبشكل غير رسمي كاميرا بلوتو .بناه ألفان كلارك وأولاده في عام 1929. وفي عام 1930 استخدام من قبل كلايد تومبو لاكتشاف بلوتو.[10]

في عام 1971، نقل إلى مبنى جديد في أندرسون ميسا، وعاد إلى مارس هيل عام 1992

## روابط خارجية
- مرصد لويل (الموقع الكتروني)
- محطة أندرسون ميسا مخطط السماء الصافية توقعات الطقس لمراقبة ظروف الرصد.